# Automatyzm
Automatyzm – czynności wykonywane automatycznie, bez udziału świadomego myślenia lub refleksji. Określenie to jest używane przede wszystkim w odniesieniu do takiego niekontrolowanego zachowania, jakie występuje w padaczce psychomotorycznej. Choć nie jest to zalecane, czasami określa się tym terminem odruchy i czynności dobrze wyuczone lub nawykowe, czyli zautomatyzowane, np. prowadzenie samochodu przez wprawnego kierowcę, który nie musi zwracać specjalnej uwagi na to, w jaki sposób koordynuje ruchy ręki na kierownicy, drążku zmiany biegów oraz ruchy nóg wciskających pedały. 